# Granja

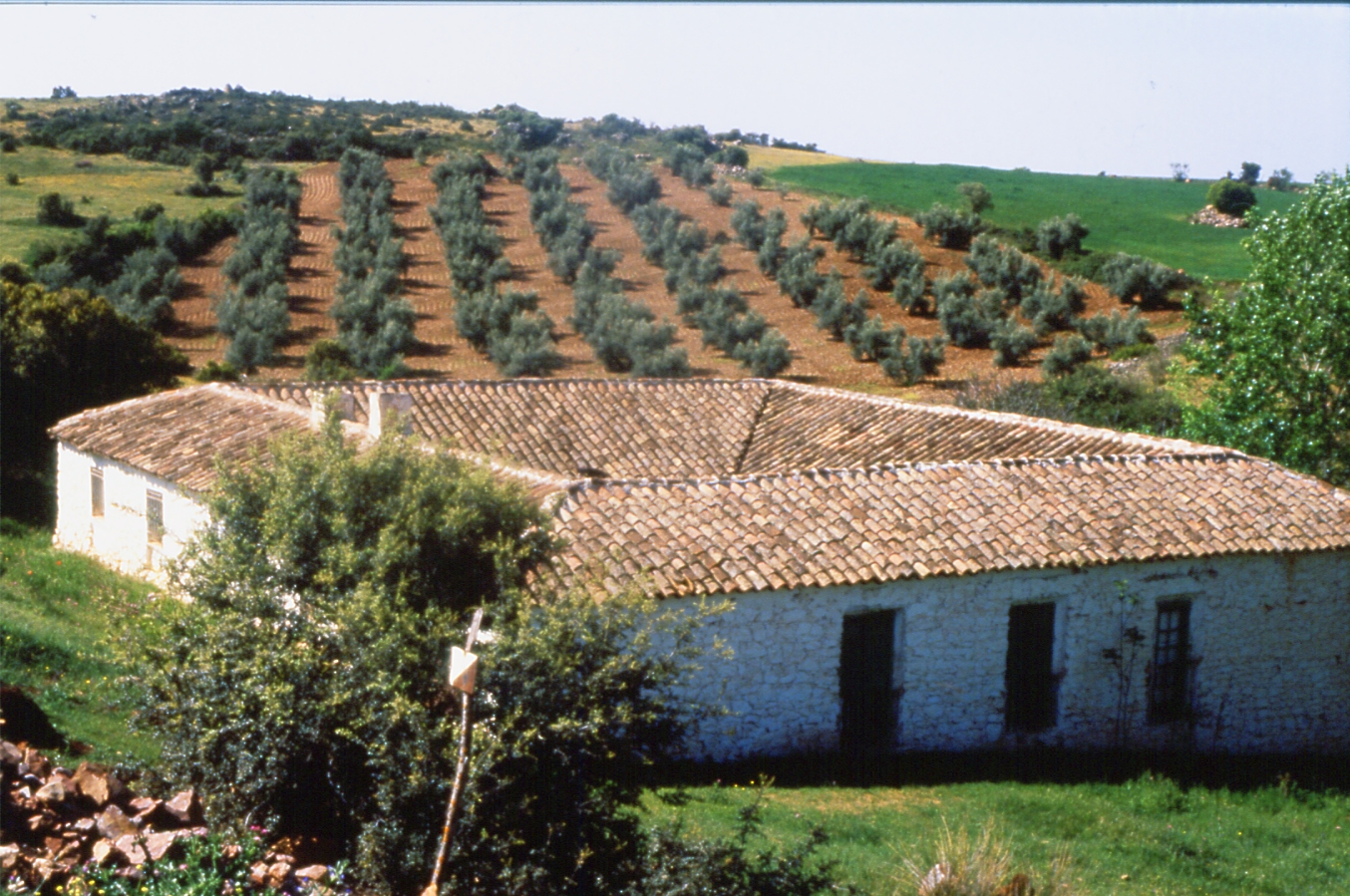
Una granja en Sierra Morena.

Una granja (del latín granica, ‘granero’) o chacra (del quechua čhakra), es un terreno rural en el cual se ejerce la agricultura o la cría de ganado, ya sea este menor o mayor. Una granja incluye las diversas estructuras, dedicada a la producción y gestión de alimentos (producción de hortalizas, granos o ganado), fibras y, cada vez más, combustible. Es la base en la producción de alimentos.
En el mundo hay unos 570 millones de explotaciones agrícolas, la mayoría de las cuales son pequeñas y familiares. Las pequeñas explotaciones con una superficie inferior a 2 hectáreas explotan alrededor del 1% de las tierras agrícolas del mundo, y las explotaciones familiares comprenden alrededor del 75% de las tierras agrícolas del mundo.
Las explotaciones agrícolas modernas de los países desarrollados están muy mecanizadas. En Estados Unidos, el ganado puede ser criado en granjas, tierras y terminado en corrales de engorde y la mecanización de la producción de cultivos ha supuesto una gran disminución del número de trabajadores agrícolas necesarios. En Europa, las explotaciones familiares tradicionales están dando paso a unidades de producción más grandes. En Australia, algunas explotaciones son muy grandes porque la tierra no puede soportar una alta carga ganadera debido a las condiciones climáticas. En los países menos desarrollados, las pequeñas explotaciones son la norma, y la mayoría de los habitantes de las zonas rurales son agricultores de subsistencia que alimentan a sus familias y venden los excedentes en el mercado local. 
Las granjas pueden ser de propiedad y estar operados por un solo individuo, por una familia, comunidad, corporación o una empresa. Una granja puede ser una de cualquier tamaño, desde una fracción de hectárea, a varios miles de hectáreas.

## Historia

Mapa del mundo que muestra los centros aproximados de origen de la agricultura y su difusión en la prehistoria: el Creciente Fértil (9.000 AdC.), las cuencas de los ríos Yangtze y Amarillo (7.000 AdC), y las tierras altas de Nueva Guinea (7.000-4.000 AdC), el centro de México (3.000-3.000 AdC), el norte de Sudamérica (3.000-2.000 AdC), el África subsahariana (3.000-2.000 AdC, ubicación exacta desconocida), el este de Norteamérica (2.000-1.000 AdC).

La agricultura ha sido innovada en múltiples puntos y lugares diferentes de la historia de la humanidad. La transición de las sociedades de cazadores-recolectores a las sociedades asentadas, agrícolas se denomina Revolución Neolítica y comenzó hace unos 12.000 años, cerca del inicio del Holoceno hace unos 12.000 años. Fue la primera revolución agrícola del mundo históricamente verificable. La agricultura se extendió desde Oriente Medio hasta Europa y, hacia el 4000 a. C., los habitantes de la parte central de Europa utilizaban bueyes para tirar de arados y carros. Los cambios posteriores en las prácticas agrícolas humanas fueron provocados por la Revolución Agrícola Británica en el siglo XVIII, y la Revolución Verde de la segunda mitad del siglo XX.
La agricultura se originó de forma independiente en diferentes partes del mundo, a medida que las sociedades de cazadores-recolectores pasaban a producir alimentos en lugar de capturarlos. Es posible que comenzara hace unos 12.000 años con la domesticación del ganado en el Creciente Fértil de Asia occidental, a la que pronto siguió el cultivo de cosechas. Las unidades modernas tienden a especializarse en los cultivos o el ganado más adecuados para la región, y sus productos acabados se venden para el mercado minorista o para su posterior procesamiento, y los productos agrícolas se comercializan en todo el mundo.

## Tipos de granjas
Las granjas comerciales están destinadas a la cría de ganado. Los establos se utilizan para operaciones principalmente involucradas en el entrenamiento de los caballos. Una granja que se utiliza principalmente para la producción de leche y productos lácteos es una granja de productos lácteos.
También existen granjas de peces, denominadas piscifactorías, que crían peces en cautiverio como una fuente de alimento.
Una granja escuela es un establecimiento donde se imparten conocimientos relacionados con la cría de animales.

## Granjas especializadas

### Granja lechera

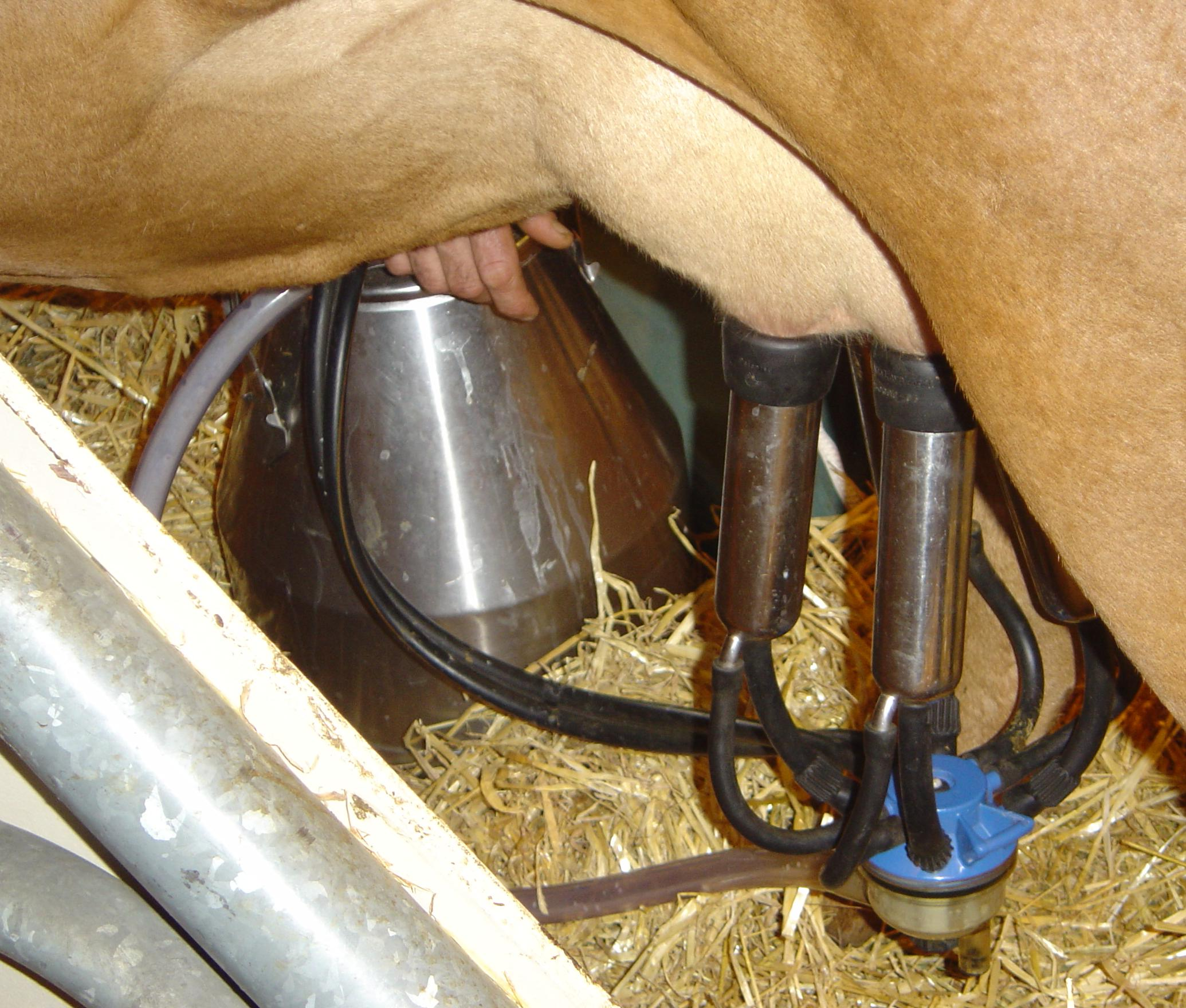
Una máquina de ordeño en acción.

La ganadería lechera es una clase de actividad agropecuaria en la que se crían hembras de vacunos, cabras u otros mamíferos por su leche, que puede ser procesada in situ o transportada a una lechería para su procesamiento y eventual venta al por menor. Hay muchas razas de ganado que pueden ser ordeñadas algunas de las que mejor producen incluyen Holstein, Norwegian Red, Kostroma, Brown Swiss, entre otras.
En la mayoría de los países de Occidente, una instalación lechera centralizada procesa la leche y los productos lácteos, como la nata, la mantequilla y el queso. En Estados Unidos, estas lecherías suelen ser empresas locales, mientras que en el hemisferio sur las instalaciones pueden estar dirigidas por empresas muy grandes de ámbito nacional o transnacional).
Las explotaciones lecheras suelen vender los terneros machos para carne de ternera, ya que las razas lecheras no suelen ser satisfactorias para la producción comercial de carne. Muchas explotaciones lecheras también cultivan su propio pienso, que suele incluir maíz, alfalfa y heno. Estos alimentos se suministran directamente a las vacas o se almacenan en silos para utilizarlos durante la temporada de invierno. Se añaden suplementos dietéticos adicionales a la alimentación para mejorar la producción de leche.

### Granja avícola

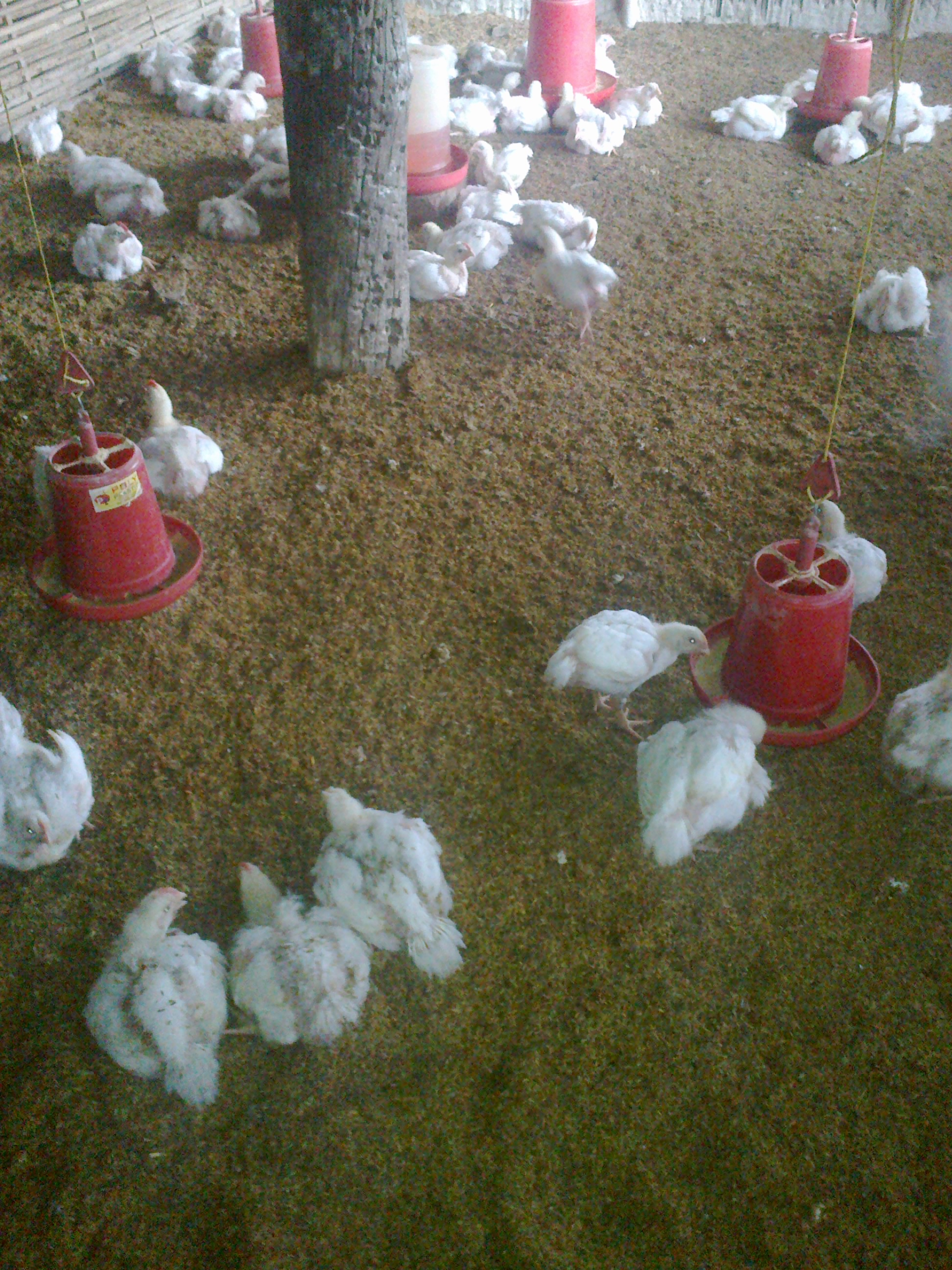
Granjas avícolas

Las granjas avícolas se dedican a la cría de pollos (ponedoras de huevos o pollos de engorde), pavos, patos y otras aves de corral, generalmente para obtener carne o huevos.

### Granja de cerdos
Una granja de cerdos es aquella que se especializa en la cría de cerdos o porcinos para tocino, jamón y otros productos del cerdo. Pueden ser en libertad, intensivas, o ambas.

## Propiedad
El control y la propiedad de las granjas ha sido tradicionalmente un indicador clave de estatus y poder, especialmente en las sociedades medievales agrarias europeas. La distribución de la propiedad de las granjas ha estado históricamente muy ligada a la forma de gobierno. El feudalismo medieval era esencialmente un sistema que centralizaba el control de las tierras de cultivo, el control de la mano de obra agrícola y el poder político, mientras que la primitiva democracia estadounidense, en la que la propiedad de la tierra era un requisito previo para el derecho al voto, se basaba en caminos relativamente fáciles para la propiedad individual de las explotaciones agrícolas. Sin embargo, la gradual modernización y mecanización de la agricultura, que aumenta enormemente tanto la eficiencia como las necesidades de capital de la misma, ha conducido a explotaciones agrícolas cada vez más grandes. Esto ha ido generalmente acompañado de la desvinculación del poder político de la propiedad de las explotaciones.

### Formas de propiedad
En algunas sociedades (especialmente socialista y comunista), la agricultura colectiva es la norma, con la propiedad gubernamental de la tierra o la propiedad común de un grupo local. Especialmente en las sociedades sin una agricultura industrializada generalizada, son comunes la agricultura de arrendamiento y la aparcería; los agricultores pagan a los propietarios por el derecho a utilizar las tierras de cultivo o ceden una parte de las cosechas.

### Agroindustria
La agroindustria es la explotación realiza por empresas a nivel industrial, y el campo de estudio de las cadenas de valor en la agricultura y la Bioeconomía,
en cuyo caso también se denomina bionegocio o bioempresa. 
El objetivo principal de la agroindustria es maximizar el beneficio mientras que la agrultura sostenible satisface las necesidades de los consumidores de productos relacionados con recursos naturales como la biotecnología, granjas, alimentos, silvicultura, pesquerías, combustible, y fibra - generalmente con la exclusión de recursos no renovables como la minería.
Los estudios sobre el crecimiento y el rendimiento de las empresas agrícolas han descubierto que las empresas agrícolas de éxito son rentables internamente y operan en entornos económicos, políticos y físico-orgánicos favorables.  Son capaces de expandirse y obtener beneficios, mejorar la productividad de la tierra, la mano de obra y el capital, y mantener sus costes bajos para garantizar la competitividad de los precios del mercado.
La agroindustria no se limita a los agricultura. Abarca un espectro más amplio a través de la sistema de agronegocios que incluye el suministro de insumos, el añadido de valor, la comercialización, el espíritu empresarial, la microfinanciación, la extensión agrícola, entre otros.
En algunos países como Filipinas, la creación y gestión de empresas agroindustriales requiere la consulta con agricultores registrados si se alcanza un determinado nivel de operaciones, capitalización, superficie de tierra o número de animales en la explotación.

## Maquinaria agropecuaria
El equipamiento agrícola ha evolucionado a lo largo de los siglos desde simples herramientas de mano como la azada, pasando por equipos tirados por bueyes o caballos como el arado y la reja, hasta la moderna maquinaria altamente tecnificada como el tractor, la empacadora y la cosechadora que sustituyen lo que era una ocupación altamente intensiva en mano de obra antes de la revolución industrial. En la actualidad, gran parte del equipamiento agrícola utilizado tanto en las pequeñas como en las grandes explotaciones está automatizado (por ejemplo utilizando la agricultura guiada por satélite).
A medida que los nuevos tipos de equipos agrícolas de alta tecnología se han vuelto inaccesibles para los agricultores que históricamente arreglaban sus propios equipos, la revista Wired informa de que hay una creciente reacción, debido sobre todo a que las empresas utilizan la ley de propiedad intelectual para impedir que los agricultores tengan el derecho legal de arreglar sus equipos (o acceder a la información que les permita hacerlo). Esto ha animado a grupos como Open Source Ecology y Farm Hack a empezar a hacer open source hardware para la maquinaria agrícola. Además a menor escala FarmBot y la comunidad de RepRap de código abierto impresora 3D han comenzado a poner a disposición herramientas agrícolas de código abierto de niveles de sofisticación cada vez mayores.